# Bernard Law Montgomery
Sir Bernard Law Montgomery, 1. vikont od Alameina (Kensington, 17. studenog 1887. – Isington, 24. ožujka 1976.), britanski feldmaršal 
U Drugom svjetskom ratu zapovijedao je, britanskom Osmom armijom u Egiptu, s kojom je pobijedio talijansko - njemačke snage kod El Alameina (Bitka kod El Alameina). Poslije rata bio je načelnik Imperijalnog glavnog stožera, a od 1951. zamjenik vrhovnog zapovjednika snaga Sjevernoatlanskog pakta. U rujnu 1958. povukao se iz aktivne službe.